# Northern Peninsula Area
Northern Peninsula Area är en kommun i Australien. Den ligger i delstaten Queensland, omkring 2 100 kilometer nordväst om delstatshuvudstaden Brisbane. Antalet invånare var 2 796 vid folkräkningen 2016. Arean är 1 019,5 kvadratkilometer.